# Ustrych (jezioro)
Ustrych (niem. Ustrich) – jezioro na Równinie Olsztynka, położone w woj. warmińsko-mazurskim, w powiecie olsztyńskim, w gminie Stawiguda, o powierzchni 93,1 ha (według innych źródeł 98,6 ha).

## Nazwa
Pierwotna nazwa jeziora brzmiała Estrich i pochodziła z języka pruskiego. Tak samo nazywała się osada nad Łyną, poniżej jeziora, o nazwie Sójka.

## Krajobraz
Jezioro otoczone jest wysokimi zalesionymi brzegami. Przepływa przez nie rzeka Łyna. Ustrych znajduje się w obrębie rezerwatu „Las Warmiński”.